# Oreophryne kapisa
Oreophryne kapisa é uma espécie de anfíbio da família Microhylidae.
É endémica da Indonésia.
Os seus habitats naturais são: florestas subtropicais ou tropicais húmidas de baixa altitude, pântanos, jardins rurais e florestas secundárias altamente degradadas.